# Kid... napping !
Pour plus de détails, voir Fiche technique et Distribution.
Kid... napping ! ou Parents Secours au Québec (House Arrest) est un film américain réalisé par Harry Winer, sorti en 1996.

## Synopsis
Des enfants kidnappent leurs parents en instance de divorce pour les forcer à se réconcilier.

## Fiche technique
- Titre : Kid... napping !
- Titre original : House Arrest
- Réalisation : Harry Winer
- Scénario : Michael Hitchcock
- Musique : Bruce Broughton
- Photographie : Ueli Steiger (en)
- Montage : Ronald Roose
- Production : Judith A. Polone et Harry Winer
- Société de production : Metro-Goldwyn-Mayer et Rysher Entertainment
- Société de distribution : Metro-Goldwyn-Mayer (États-Unis)
- Pays :  États-Unis
- Genre : Comédie
- Durée : 108 minutes
- Date de sortie : 
  - États-Unis :14 août 1996

## Distribution
- Kyle Howard : Gregory Alan « Grover » Beindorf
- Herbert Russell : T. J. Krupp
- Jamie Lee Curtis : Janet Beindorf
- Kevin Pollak : Ned Beindorf
- Amy Sakasitz : Stacy Beindorf
- Mooky Arizona : Matt Finley
- Caroline Aaron : Louise Finley
- Alex Seltz-Wald : Jimmy Finley
- Josh Wolford : Teddy Finley
- Wallace Shawn : Victor « Vic » Finley
- Jennifer Love Hewitt : Brooke Figler
- Ray Walston : le chef Rocco
- Christopher McDonald : Donald Krupp
- Colleen Camp : Mme. Burtis
- Sheila McCarthy : Gwenna Krupp
- Jennifer Tilly : Cindy Figler
- K. Todd Freeman : l'officier Davis
- Daniel Roebuck : l'officier Brickowski
- Ben Stein : Ralph Doyle

## Accueil
Joe Leydon de Variety qualifié le film de « comédie tiède et répétitive ».